# 新塞利夫卡 (克拉斯諾赫拉德市鎮)
49°27′39″N 35°28′57″E / 49.46083°N 35.48250°E
新塞利夫卡（烏克蘭語：Новоселівка）是位於烏克蘭東部的村莊，由哈爾科夫州别列斯京区的克拉斯諾赫拉德市鎮負責管轄。該村處於蘭納河左岸，始建於1800年，面積0.11平方公里，海拔高度144米，2001年人口21。